# Passerella Natale Capellaro
La passerella Natale Capellaro, comunemente nota come la Passerella, è un ponte ciclopedonale della città di Ivrea in Piemonte. Costruita sulla Dora Baltea, è stata inaugurata nel 2013.

## Storia
Alcuni progetti circa la realizzazione di un ponte che collegasse le due rive della Dora Baltea a valle del centro storico di Ivrea risalgono almeno alla seconda metà del XX secolo.
L'opera viene infine realizzata negli anni 2010, venendo inaugurata il 12 ottobre 2013 dall'allora sindaco di Ivrea, Carlo Della Pepa. La passerella è stata dedicata all'ingegnere Natale Capellaro, creatore di diverse calcolatrici Olivetti quali la Divisumma 24 e l'Elettrosumma 22. Il costo complessivo dell'opera si aggira intorno ai 3 milioni di euro.

## Descrizione
La passerella è composta da tre campate di 25, 30 e 25 metri di lunghezza sopra la Dora Baltea e da un'ulteriore campata di 30 metri sopra il canale di scarico di una centrale elettrica posizionata lungo il fiume. L'impalcato presenta una larghezza di 7,20 metri ed è caratterizzato da mensole curvilinee in modo tale da assecondare la spinta del vento. La parte centrale del ponte è arredata con panchine a sdraio dalle quali è possibile ammirare il panorama sul centro storico della città. Una parte dell’impalcato è coperta da due pensiline fornite di pannelli fotovoltaici per compensare il consumo di energia dato dall’illuminazione.

## Galleria d'immagini

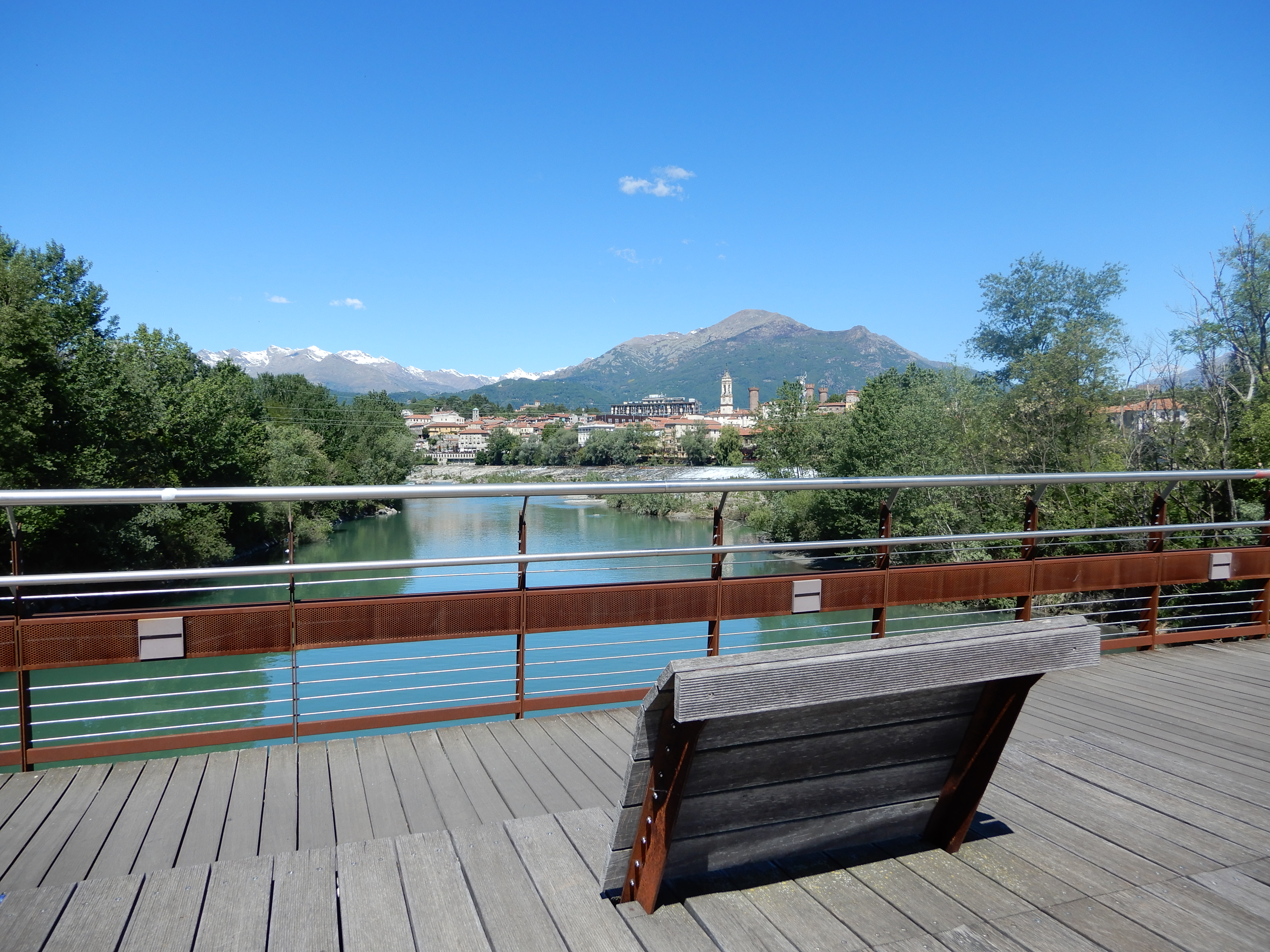
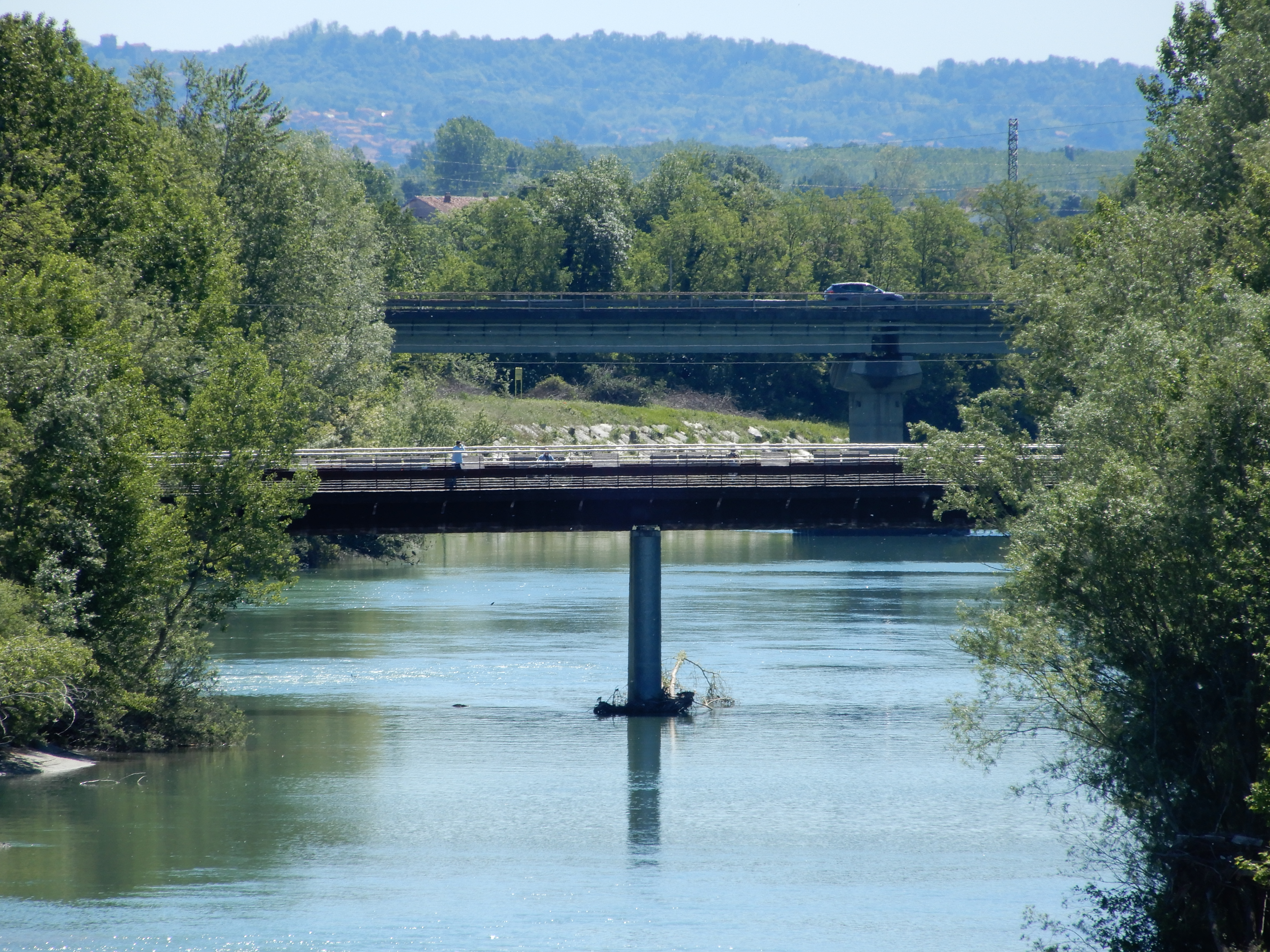
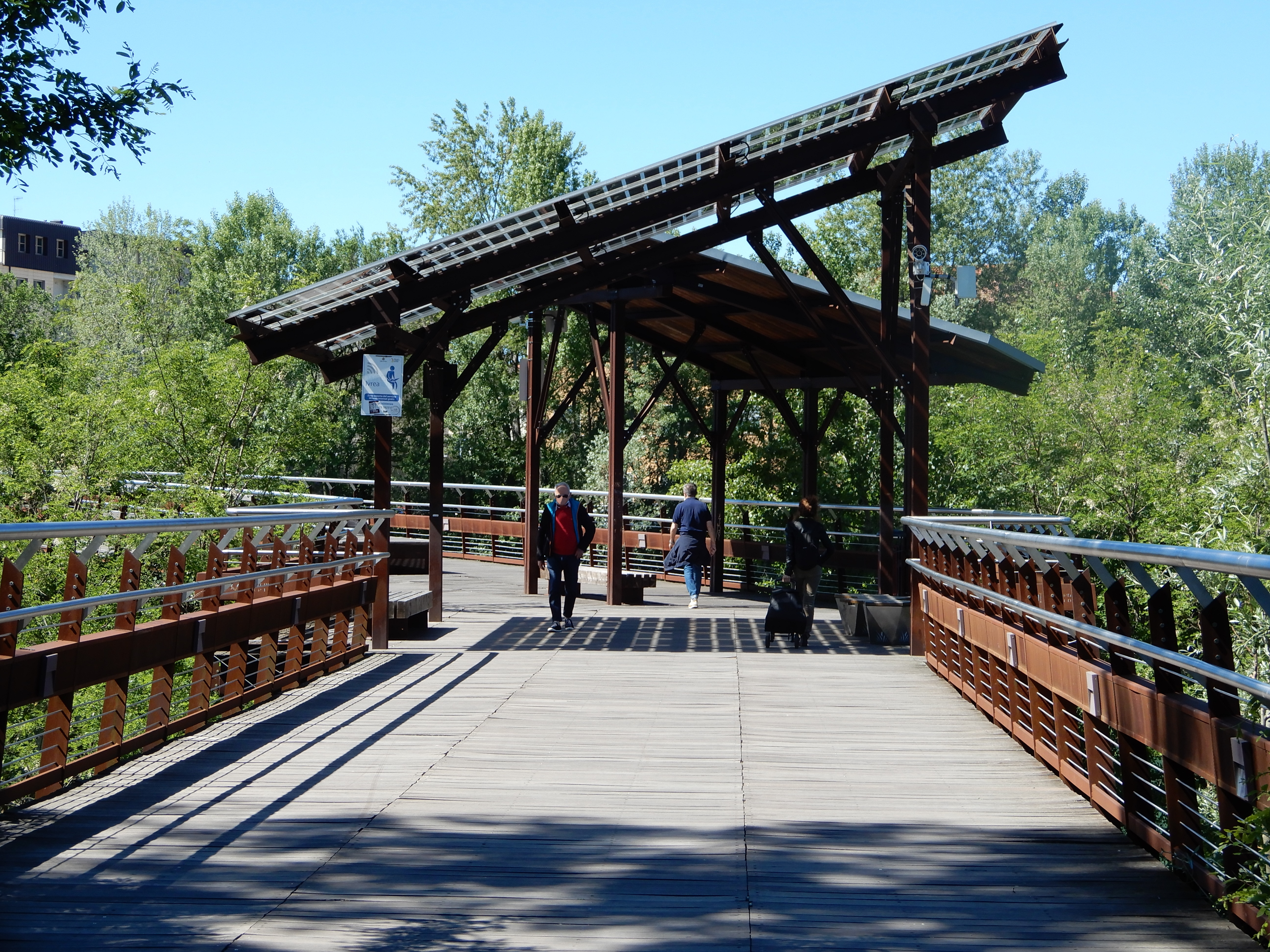